# DachKino
Das DachKino Leipzig war ein Programmkino in der Leipziger Südvorstadt, das sich ausschließlich dem Independentfilm widmete.

## Entwicklung
Das DachKino wurde 2004 von Christian „August“ Geyler und Christian Brust als gemeinnütziges Kino für Amateur- und Nachwuchsfilm gegründet und lief seitdem als Projekt des Hauses Steinstraße e. V. (Soziokulturelles Zentrum) und der Medienwerkstatt „Die Fabrik“ e. V. Es wurde ausschließlich von ehrenamtlichen Mitarbeitern betrieben. Das anfängliche Konzept wurde vom DachTheater abgeleitet, welches ausschließlich Amateurtheater zeigt. Durch den eigenen Anspruch und den des Publikums fand eine Professionalisierung statt, die z. B. Kooperationen mit der Filmhochschule Warschau, der Filmhochschule Katowice und dem Prager Kulturclub Roxy zur Folge hatte.
Mit dem DachKino wurde eine dauerhafte Plattform für junge und freie Filmemacher geschaffen, die ihnen die Möglichkeit bot, ihre Werke einem breiteren Publikum außerhalb von Filmfestivals zugänglich zu machen. Der Mangel an Kurzfilmen in deutschen Kinos wird gleichermaßen ausgeglichen. Dementsprechend gibt es einige Kurzfilme, die z. T. nur im DachKino zu sehen sind. Inzwischen erreichen das DachKino wöchentlich mehrere internationale Anfragen von freien Filmemachern zum Vorführen ihrer Produktionen.
Wie in ähnlichen Programmkinos wurden Filme aus dem Verleih gezeigt. Das Alleinstellungsmerkmal des Kinos und damit eine Bereicherung der kulturellen Vielfalt im Kinosegment blieb aber weiterhin das überwiegende Zeigen von verleihlosen Filmen, die direkt von Filmemachern, z. B. aus Dessau, Kassel, Köln, Potsdam-Babelsberg, Katowice (Polen), Warschau oder Budapest direkt im Kino eingereicht wurden. Einige der Filme feierten im DachKino ihre Deutschland-Premiere, darunter natürlich auch die internationalen Kurzfilme des DachKino-Partnerkinos Cube Microplex Bristol (UK). Zum Kurzfilmprogramm gehörten u. a. Filme, die auch bei bekannten Festivals wie der SWR-Medienkunstrolle oder beim Festival in Cannes liefen (I took the red pill von Ramesh Pallikara, Das Kind (The Child) von Steffen Blechschmidt), seit dem aber in keinem anderen Kino. Das Repertoire, das fast alle Genres umfasste, reichte von Kurz- und Animationsfilm über Experimentalfilm bis hin zu preisgekrönten, aber verleihlosen Dokumentarfilmen wie „Resist“ von Karin Kaper und Dirk Szuszies.
Im Sommer 2006 machte das DachKino mit einer Sommertour auf sich aufmerksam. Unter dem Titel „DachKino Sommertour“ zeigte es drei unterschiedliche Kurzfilmzusammenstellungen in Leipziger Kneipen und Cafés in den unterschiedlichsten Stadtteilen. Die dazugehörige CityCard fand über 13.000 Interessenten. Höhepunkt der Sommertour war das Treffen der IG Freie Szene Leipzig auf der Alten Messe Leipzig. Seither findet die Tour, für deren Vorstellungen kein Eintritt verlangt wird, für die Dauer von 5 Wochen jeweils im August statt. Seit 2008 steht die Gesamtveranstaltung jeweils unter einem spezifischen Thema (2008 „Neue Eigentlichkeit“, 2009 „Deine Zauber…“).
Höhepunkt der Programmarbeit stellte im März 2007 der Werkschau Helga Reidemeister dar. Über die Dauer eines Monats kamen sämtliche Werke der berühmten Dokumentaristin in über 50 Veranstaltungen zur Vorführung. Sie selbst war bei Eröffnung und Finale zu Gast. Das DachKino hatte im Vorfeld unzählige Dokumente und Fotos ihres Schaffens digitalisiert und die erste online verfügbare Werksübersicht und Biografie veröffentlicht.
Im Jahr 2007 entschieden sich die Initiatoren des DachKinos, das intendantische Konzept um eine ähnlich arbeitende Galerie zu erweitern. Dazu gründeten sie am 11. April 2008 die Neue Eigentlichkeit eG. Das DackKino wurde bereits zum 31. Dezember geschlossen, da die Betreiber keine Möglichkeiten für Weiterentwicklung in den beengten Verhältnissen mit nur 28 Sitzplätzen sahen. Diese Kulturgenossenschaft versuchte seither, das Konzept im Leipziger Stadtzentrum zu verwirklichen. Zu diesem Zweck mietete die Neue Eigentlichkeit 2011 ein Kellergeschoss in der Passage „Kleines Joachimsthal“ (Kleine Fleischergasse 8) an und begann mit einem Umbau. Es sollten zwei Kinosäle, eine Galerie sowie eine Bar entstehen. Aufgrund diverser Probleme mit dem Vermieter und der Betriebserlaubnis wurde das Projekt aufgegeben und die Neue Eigentlichkeit ab dem 17. März 2013 liquidiert.